# Gaswerk Kempten

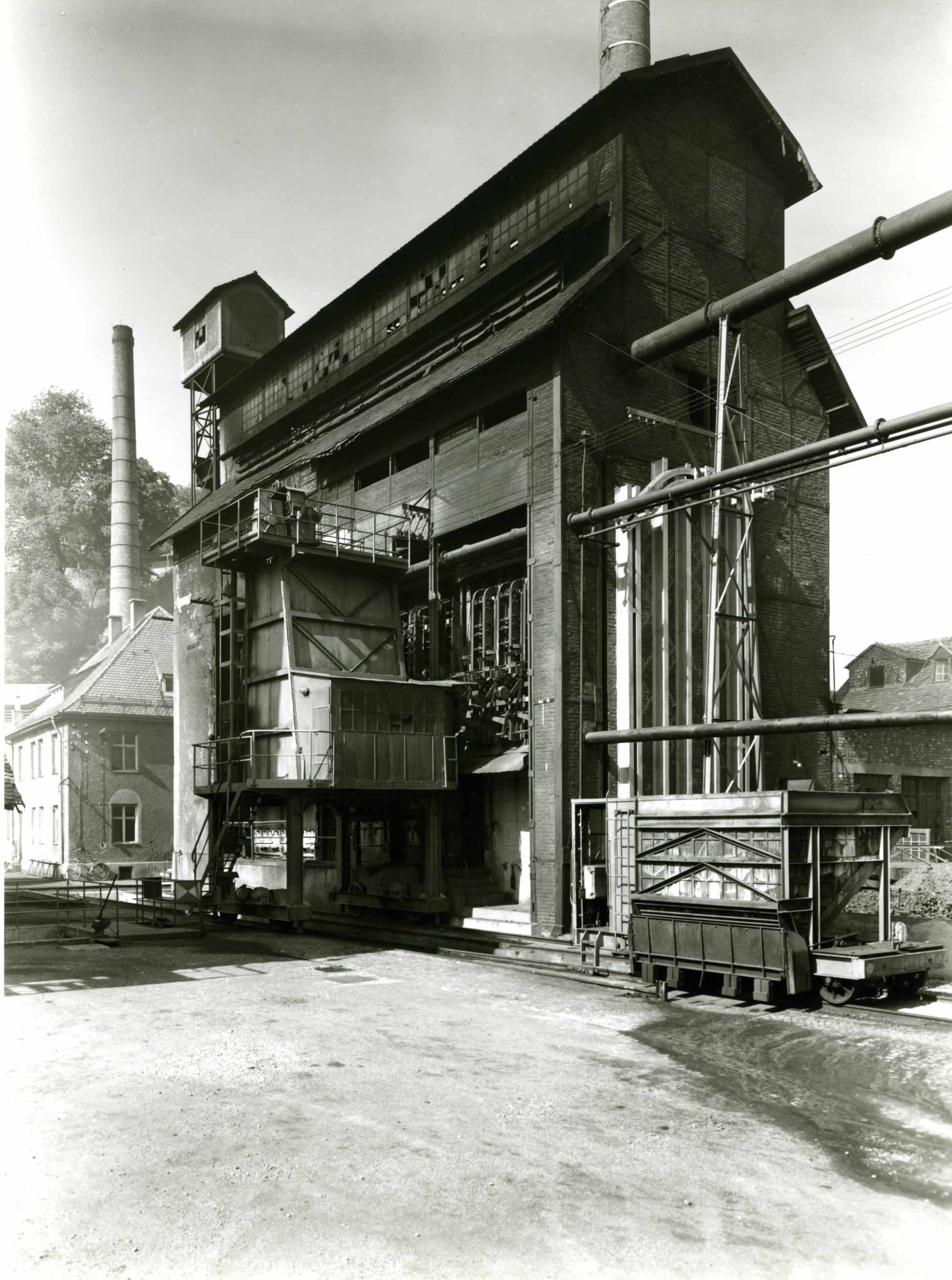
Ofenanlage Gaswerk Kempten (1960)

Das Gaswerk Kempten wurde 1857 in Betrieb genommen und diente bis 1977 zur Erzeugung und Speicherung von Gas. Nach Abbau der technischen Anlagen blieb vom Gaswerk in Kempten nur ein Pumpenhaus erhalten.

## Geschichte
Der Augsburger Unternehmer Ludwig August Riedinger errichtete mit Zustimmung des Stadtmagistrats 1857 in der Webergasse zwischen der Burghalde und dem linken Ufer der Iller das Gaswerk. Produziert wurde dort zunächst Holzgas. 1861 ging das Gaswerk an die Gaswerk Kempten Aktiengesellschaft für Gasbeleuchtung. Dieser Gesellschaft gehörte neben einigen Bürgern aus Kempten auch Riedinger selbst an.
Im Jahr 1870 erfolgte die Umstellung von Holz auf Steinkohle. 1897 übernahm die Stadt Kempten das Gaswerk als „Städtische Gasanstalt“. Es lieferte zu dieser Zeit Gas für etwa 7000 Brennstellen und 260 Straßenlaternen. In den darauffolgenden Jahren wurde das Rohrleitungsnetz ausgebaut. Bei der Übernahme durch das Allgäuer Überlandwerk im Jahre 1938 umfasste das Leitungsnetz rund 38 Kilometer.
1977 wurde die Gasversorgung an Erdgas Schwaben abgegeben und anschließend die Gaserzeugung und Gasspeicherung im Gaswerk Kempten stillgelegt.

## Verbleib

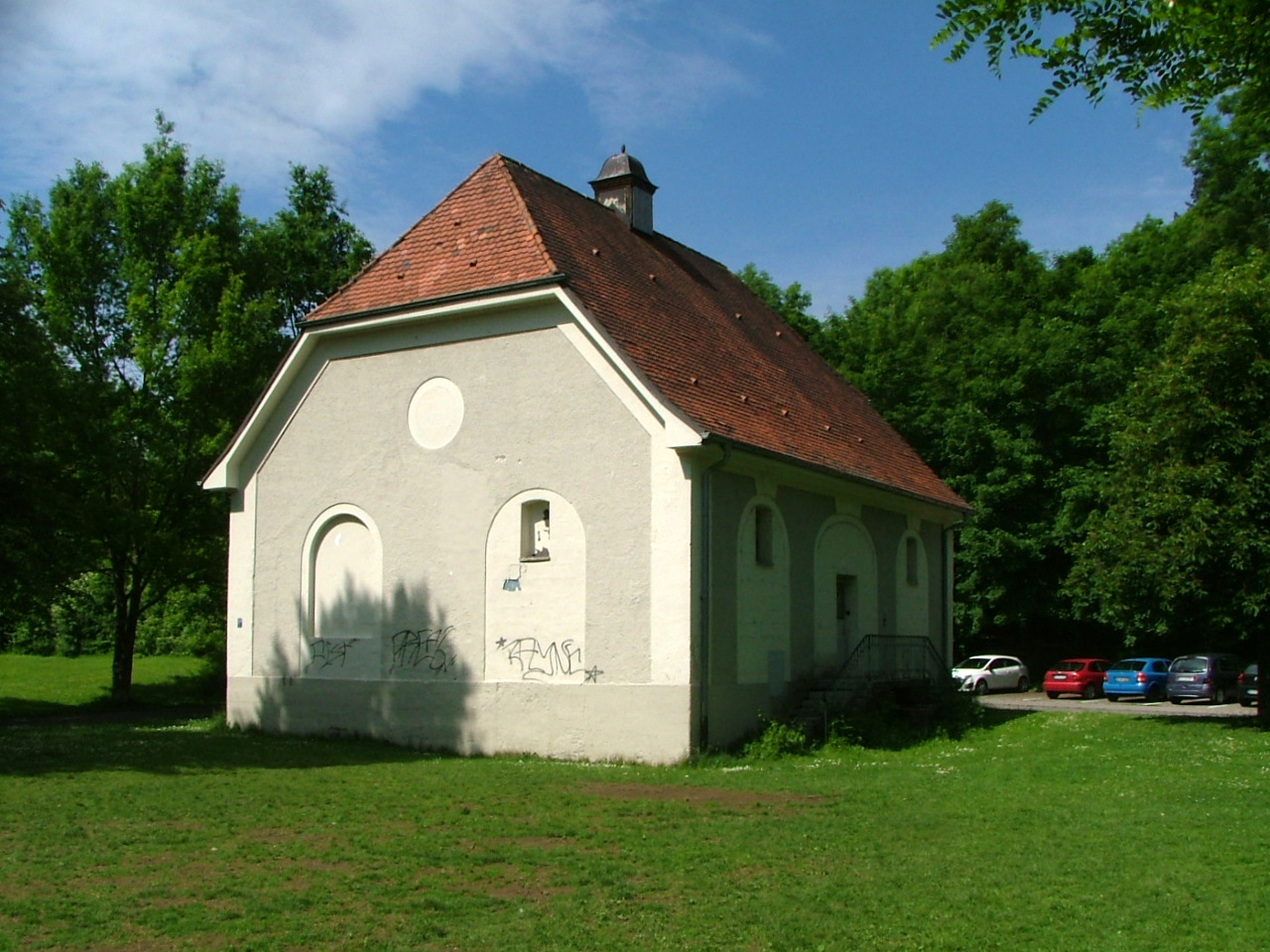
Das ehemalige Pumpenhaus des Gaswerks (2012)

Mit Übernahme der Gasversorgung durch Erdgas Schwaben wurde das Gaswerk obsolet. Es folgte zunächst der Abbruch der technischen Anlagen in den 1980er Jahren. Um eine Nachnutzung des Geländes zu ermöglichen, musste eine aufwändige Bodensanierung zur Beseitigung der im Boden befindlichen Schadstoffe durchgeführt werden. Anschließend wurde eine Wohnbebauung und eine Parkanlage errichtet. Erhalten blieb lediglich das alte Pumpenhaus an der Webergasse, das ursprünglich zwischen den beiden Hochbehältern stand und aus dem Jahr 1914 stammt. Es soll zukünftig einer öffentlichen Nutzung zugeführt werden.